# 賴岳謙
賴岳謙（1958年8月16日—），臺灣的泛藍、統派、親中派等立場之名嘴、中華民國陸軍政戰上校（退役），生於臺灣南投縣水里鄉，籍貫福建省上杭縣客家人，法國巴黎先贤祠-阿萨斯大学政治系博士、政大東亞所碩士、政戰學校政治系26期（69年班）、彰化高中畢業，曾任親民黨發言人、中視獨董、《中時電子報》社長、實踐大學教務長、實踐大學學務長、政大外交系兼任副教授。

## 观点
1999年《國策專刊》上發表《促進我國與歐洲軍事交流》一文，認為：「中共的阻撓，實為我國與歐洲諸國進行軍事交流的最大障礙」。
2014年9月7日，針對香港普選佔中議題呼籲：「香港人不要挾洋以制中，要挾中以制中，這是香港最大的特點，也是香港最吸引人的地方，最美好的的特質。」
2018年2月，中共中央委員會25日建議刪除中華人民共和國憲法中關於中國國家主席與副主席「連任不得超過兩屆」的規定後，賴岳謙表示：「領導人長期執政，走向中國特色內閣制，利大於弊。」
2019年10月，接受中國央視節目訪談支持習近平發表的《對台灣同胞書》演說。2021年3月發表：「大陸只需『圍而不戰』，台灣就會崩潰」，並於4月在中国中央电视台節目受訪談稱：以他在軍隊服務幾十年的經驗，對台灣軍力暸若指掌，「台灣的軍隊，根本就是紙老虎」。5月18日，針對南海軍演新聞評論：「美軍焦燥不安，實因擔心若解放軍拿下東沙，兩岸情勢即將驟變。」

## 家庭
1947年父親從中國大陸搬至台灣，並娶了台灣人為妻，兩人婚後育有五個孩子，賴岳謙排名老三，其中小弟賴岳忠為攝影師。
2022年8月13日与中天新闻台主播周玉琴在台灣台中市交換戒指，11月22日登記结婚。

## 外部連結
- 賴岳謙的Facebook專頁
- 赖岳谦TV的Facebook專頁
- YouTube上的赖岳谦TV頻道